# Estònia Sueca
El Ducat d'Estònia o Estònia Sueca, (Suec: Terra sueca de l'est) va ser un domini de l'Imperi Suec des de 1561 fins a 1721, quan va ser cedida a Rússia en el Tractat de Nystad, seguint les seves capitulacions, durant la Gran Guerra del Nord. El domini es va produir a la part nord de l'actual Estònia, unida a Suècia des de 1561. La ciutat de Reval i els comtats de Harjumaa, Virumaa occidental, Raplamaa i Järvamaa es va rendir el 1561, i Läänemaa va ser conquerida el 1581. També és conegut col·loquialment com els "vells bons temps suecs" pels estonians, però aquesta expressió no fou usada abans de la instauració del govern rus que va esdevenir amb el Tractat de Nystad de 1721 que va cloure la Gran Guerra del Nord, moment en què la situació dels camperols estonians va empitjorar ràpidament (per obtenir el suport de la noblesa alemanya, Rússia els va donar més poder sobre els camperols).

## Líders del Domini
Governadors (1561–1674)
- Lars Ivarsson Fleming Friherre de Nynäs, des deSundholm (Agost 2, 1561 – Febrer 27, 1562)
- Klaus Christiern Horn d'Åminne (Agost 1561)
- Henrik Klasson Horn des de Kankas (primer mandat) (Febrer 27, 1562 – Juny 1562)
- Svante Stensson Sture (Juny 30, 1562 – Juliol 27, 1564)
- Hermann Pedersson Fleming des de Lechtis (1564 – 1565)
- Henrik Klasson Horn des deKankas (segon mandat) (Gener 30, 1565 – 1568)
- Gabriel Kristiernsson Oxenstierna des deMörby (Novembre 1568 – 1570)
- Hans Björnsson des de Lepas (Octubre 9, 1570 – 1572)
- Claes Åkeson Tott (Novembre 6, 1572 – 1574)
- Pontus De la Gardie (Juny 4, 1574 – Desembre 1575)
- Karl Henriksson Horn des deKankas (primer mandat) (Gener 1576 – Maig 1578)
- Nilsson Hans Eriksson Finn des deBrinkala (Abril 19, 1576 – 1577)
- Göran Boije af Gennäs (primer mandat) (Agost 1, 1577 – 1580)
- Svante Eriksson Stålarm from Kyala (1580 – 1581)
- Göran Boije af Gennäs (segon mandat) (Abril 25, 1582 – 1583)
- Pontus De la Gardie (1583 – Novembre 5, 1585)
- Gustaf Gabrielsson Oxenstierna (Novembre 8, 1585 – 1588)
- Hans Wachtmeister (Juliol 1588 – Octubre 13, 1588)
- Gustaf Axelsson Banér from Djurshom (Octubre 13, 1588 – 1590)
- Erik Gabrielsson Oxenstierna des de Lindö (1590 – Juliol 1592)
- Göran Boije af Gennäs (tercer mandat) (1592 – Juny 1600)
- Karl Henriksson Horn from Kankas (2nd time) (1600 – Gener 30, 1601)
- Moritz Stensson Leijonhufvud Comte de Raseborg (1601 – Octubre 1602)
- ... (Octubre 1602 - Maig 1605)
- Nils Turesson Bielke (Maig 10, 1605 - Juny 1605)
- Axel Nilsson Ryning (1605 - 1608)
- ... (1608 - 1611)
- Gabriel Bengtsson Oxenstierna (1611 - 1617)
- Anders Eriksson Hästehufvud (1617 - 1619)
- Jakob De la Gardie (Juliol 1619 – 1622)
- Per Gustafsson Banér des de Tussa (1622 – Gener 1626)
- Johan De la Gardie Friherre d'Eckholm (1626 – Octubre 1628)
- Philipp Scheiding des d'Arnö (1628 – Juliol 17, 1642)
- Gustaf Gabrielsson Oxenstierna Friherre de Kimito (Juliol 26, 1642 – 1646)
- Erik Axelsson Oxenstierna, Comte de Södermöre (Setembre 9, 1646 – 1653)
- Wilhelm Ulrich (primer mandat) (Maig 1653 – Agost 16, 1653)
- Heinrich von Thurn-Valsassina, Comte de Thurn (Agost 16, 1653 – 1655)
- Wilhelm Ulrich (segon mandat) (1655 – Agost 1655)
- Bengt Skytte (1655–1656)
- Wilhelm Ulrich (tercer mandat) (1655– Agost 2, 1656)
- Bengt Klasson Horn (Agost 2, 1656 – Novembre 1674)
- Wilhelm Ulrich (quart mandat) (1656 – 1659)
- Johan Christoph Scheiding (1674)

Governadors Generals (1674 - 1728)
- Andreas Lennartson Torstensson (1674 - 1681)
- Robert Johannson Lichton (Abril 1681 - 1687)
- Nils Turesson Bielke (Gener 20, 1687 - Abril 19, 1687)
- Axel Julius De la Gardie from Läckö Castle, Lidköping (1687 - Desembre 1704)
- Wolmar Anton von Schlippenbach (Desembre 1704 - Juliol 6, 1706)
- Niels Jonsson Stromberg af Clastorp (Juliol 6, 1706 - Octubre 23, 1709)
- Carl Nieroth (Octubre 23, 1709 - Octubre 10, 1710)

## Militar

### Regiments suecs d'infanteria i cavalleria
Regiments d'infanteria
- Estländskt infanteriregemente, Harriska kretsen (Regiment d'infanteria estonià, Harriskan kretsen)
- Estländskt infanteriregemente, Jerwiska kretsen (Regiment d'infanteria estonià, Jerwiskan kretsen)
- Estländskt infanteriregemente, Wieriska kretsen I (Regiment d'infanteria estonià, Wierian kretsen I)
- Estländskt infanteriregemente, Wieriska kretsen II (Regiment d'infanteria estonià, Wierian kretsen II)
- Estländskt infanteriregemente II (Regiment d'infanteria estonià II)
- Garnisonsregementet i Narva (Regiment de guarnició a Narva)
- Stadsmajorens i Reval Bataljon (Batalló dels Estaments de Reval)

Regiments de cavalleria
- Estländska lantdragonskvadronen (Esquadró de dragons del Comtat d'Estònia)
- Estniska adelsfanan (Bandera de Nobles estonians)
- Estniska kavalleriregementet (Regiment de Cavalleria Estonià)
- Laurentzens fridragoner (Dragons lliures deLaurentzen)
- Lewenhaupts frikompani (Companyia lliure de Lewenhaupt)
- Öselska lantdragonskvadronen (Esquadró de dragons del comtat d'Öselian)

Regiments temporals de cavalleria
- Estniska ståndsdragonbataljonen (Batalló Estonià de dragons "Rank")
- Öselska ståndsdragonbataljonen (Batalló de dragons "rank" d'Ösel)